# Кобизєва Клавдія Семенівна
Клавдія Семенівна Кобизєва (нар. 1 (14) березня 1905, Кишинів — 1995, Кишинів, Молдова) — молдавська радянська скульпторка. Народний художник Молдавської РСР (1965).

## Біографія
У 1926 — 1931 роках Клавдія Кобизєва вчилася в Кишинівському художньому училищі у А. М. Племедяле, в 1931—1934 роках — в Академії Мистецтв в Брюсселі, в 1934- 1936 роках — в майстерні К. Медрі в Бухаресті. У 1936 році повернулася в Бессарабію. Після утворення Молдавської РСР Кобизєва створює образи молдавських жінок, людей праці.
Відомі твори: «Голова молдаванки» (дерево, 1947), «Лісоруб» (гіпс, 1962), «Нехай завжди буде мир!» (гіпс, 1965), горельєф «На звільненій землі» (гіпс, 1967). Більшість творів зберігаються в Художньому музеї в Кишиневі. Група «Дари Молдавії» (бронза, 1959) встановлена в Тирасполі.

## Нагороди і премії
- Народний художник Молдавської РСР (1965);
- Державна премія Молдавської РСР (1968; за скульптурну композицію «Звільнена земля»);
- Орден Трудового Червоного Прапора;
- Орден «Знак Пошани».